# Маріо Менегетті
Маріо Менегетті (італ. Mario Meneghetti, * 4 лютого 1893, Новара — † 24 лютого 1942, Новара) — італійський футболіст, півзахисник. По завершенні ігрової кар'єри — футбольний тренер.
Як гравець насамперед відомий виступами за клуби «Новара» та «Ювентус», а також національну збірну Італії.

## Клубна кар'єра
У дорослому футболі дебютував 1912 року виступами за команду клубу «Новара», в якій провів тринадцять сезонів.
Своєю грою за цю команду привернув увагу представників тренерського штабу клубу «Ювентус», до складу якого приєднався 1925 року. Відіграв за «стару синьйору» наступні два сезони своєї ігрової кар'єри. Більшість часу, проведеного у складі «Ювентуса», був основним гравцем команди.
Завершив професійну ігрову кар'єру, повернувшись до «Новари». Прийшов до команди 1927 року, захищав її кольори до припинення виступів на професійному рівні у 1929.

## Виступи за збірну
1920 року дебютував в офіційних матчах у складі національної збірної Італії. Протягом кар'єри у національній команді, яка тривала лише один рік, провів у формі головної команди країни 4 матчі. У складі збірної був учасником футбольного турніру на Олімпійських іграх 1920 року в Антверпені.

## Кар'єра тренера
Розпочав тренерську кар'єру, очоливши тренерський штаб клубу «Про Патрія».
Останнім місцем тренерської роботи був клуб «Аччаеріє Фальк», команду якого Маріо Менегетті очолював як головний тренер до 1942 року.